# Emil Guggenheimer
Emil Guggenheimer (* 21. Januar 1860 in München; † 27. Juni 1925 in Berlin) war ein deutscher Jurist und Großindustrieller.

## Leben
Das 1872 von den Brüdern Moritz, Eduard und Joseph Guggenheimer gegründete Kommissions- und Bankgeschäft Guggenheimer und Co wurde 1892 von der Bayerischen Vereinsbank übernommen. Josephs Sohn Emil Guggenheimer studierte Jura in Würzburg, Leipzig und München und legte 1885 die zweite juristische Staatsprüfung ab. Er machte eine Karriere in der Staatsanwaltschaft und als Richter am Landgericht München I. Allerdings wurde seine Ehe, aus der drei Kinder hervorgegangen waren, 1901 geschieden. Als Guggenheimer sich mit Ludwig Steub, belgischer Generalkonsul beim Königreich Bayern, Sohn des gleichnamigen Schriftstellers Ludwig Steub, wegen dessen Ehefrau duellierte,  wurde er zu vier Monaten Festungshaft verurteilt, die er bis zu seiner vorzeitigen Entlassung in Oberhaus abbüßte, und schied 1903 „auf eigenen Wunsch“ aus dem Staatsdienst aus.
Guggenheimer trat unmittelbar darauf als Syndikus bei der Maschinenfabrik Augsburg Nürnberg ein und wurde dort 1907 Vorstandsmitglied. In Augsburg wurde er 1910 französischer Konsul, konnte also seiner neuen Gattin einen vergleichbaren Titel bieten, wurde 1914 bayerischer Kommerzienrat und 1923 Geheimer Justizrat. 1916 zog er aus beruflichen Gründen nach Berlin.
Guggenheimer gehörte der deutschen Gesamtdelegation bei den Friedensverhandlungen von Versailles an. Von 1921 an war er Reichskommissar für den Wiederaufbau der zerstörten Gebiete Deutschlands nach dem Ersten Weltkrieg und 1921 ehrenamtlicher Präsident der Reichsrücklieferungskommission. Guggenheimer war Vorstandsmitglied des Reichsverbands der Deutschen Industrie und vertrat einen harten Kurs gegen die Arbeiterbewegung und gegen die entstehenden Angestelltengewerkschaften.
Guggenheimer war, obschon er wegen seiner ersten Ehe mit einer Tochter des Kammersängers Franz Innozenz Nachbaur zum Katholizismus konvertiert war, eine Zielscheibe des antisemitischen Rassenhasses eines Hans F. K. Günther.
Guggenheimer war ein bedeutender Kunstsammler.